# Caspia brotzkajae
Caspia brotzkajae is een slakkensoort uit de familie van de Hydrobiidae. De wetenschappelijke naam van de soort is voor het eerst geldig gepubliceerd in 1992 door Starobogatov in Anistratenko & Prisjazhnjuk.